# Brigitte Rauscher

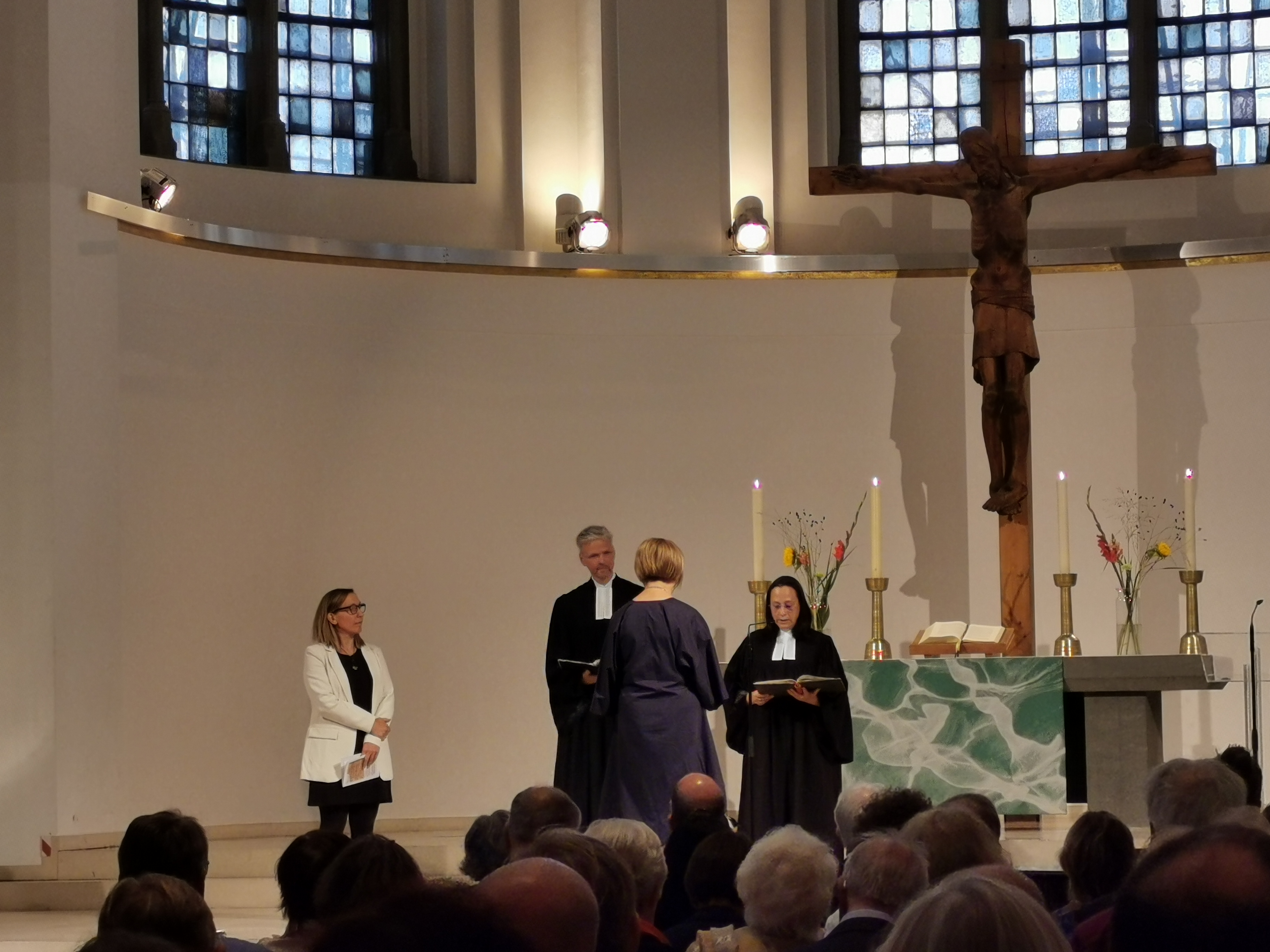
Einführung von Brigitte Rauscher in das Amt der Landeskirchenmusikdirektorin durch Oberkirchenrätin Wiebke Janssen und Kirchenrat Volker Haarmann, links: KMD Stephanie Schlüter, Kreiskantorin Kirchenkreis Solingen (2024)

Brigitte Rauscher (* 1961 in Curitiba, Brasilien) ist eine deutsch-brasilianische Kirchenmusikerin und seit September 2024 Landeskirchenmusikdirektorin der Evangelischen Kirche im Rheinland.

## Leben
Brigitte Rauscher wurde in Curitiba, Brasilien geboren. Nach dem Studium der Psychologie (Diplom) an der Bundesuniversität von Paraná und an der Musik- und Kunsthochschule ihrer Heimatstadt in den Fächern Orgel und Klavier absolvierte sie ein Aufbaustudium im Fach Orgel bei Michael Schneider an der Hochschule für Musik und Tanz Köln mit abschließender Reifeprüfung. Darüber hinaus studierte sie  Kirchenmusik an der Robert Schumann Hochschule Düsseldorf, A-Examen, Chorleitung bei  Volker Hempfling.
Sie besuchte Meisterkurse u. a. bei Michael Radulescu, Luigi Ferdinando Tagliavini, Guy Bovet und Jon Laukvik im Bereich der Orgelinterpretation und bei Frieder Bernius, Uwe Gronostay, Anders Eby und Eric Ericson in Chorleitung.
Sie war bis November 2024 Kantorin der Evangelischen Kirchengemeinde Troisdorf
und Kreiskantorin des Kirchenkreises An Sieg und Rhein, Vorsitzende des Chorverbandes in der Evangelischen Kirche im Rheinland e.V.,  und berufenes Mitglied im Ständigen Ausschuss Kultur des Deutschen Evangelischen Kirchentags. Seit 2017 ist sie Vizepräsidentin des Chorverband in der Evangelischen Kirche in Deutschland.
Als Dozentin ist sie im Rahmen von Fortbildungen (Stimmbildung, Singen mit Kindern, experimentelle Chormusik, Chorgeragogik, Orgel) in Deutschland und Brasilien aktiv.
2017 wurde sie von der Kirchenleitung der  Evangelischen Kirche im Rheinland in Anerkennung ihrer Leistungen v. a. im Bereich Chormusik (Kinderchorarbeit, Kantorei,  Experimentalchor Alte Stimmen) zur Kirchenmusikdirektorin ernannt. Hervorzuheben sei, so die Laudatio, ihr Engagement im Bereich „Alte Stimmen“: Der Experimentalchor für Menschen ab 70 habe inzwischen auch überregional Nachahmerinnen und Nachahmer gefunden. Aufgrund ihrer musikpädagogischen Fähigkeiten war sie einige Jahre die Beauftragte für Kinderchorarbeit, bevor sie 2016 Vorsitzende des Chorverbandes in der Evangelischen Kirche im Rheinland wurde.
2024 wurde sie als Nachfolgerin von Ulrich Cyganek zur neuen Landeskirchenmusikdirektorin berufen. Sie äußerte sich zum Amt der Landeskirchenmusikdirektorin und betonte, dass es komplex sei. Es sei eine Herausforderung, alle Generationen der Kirchenmusiker mit ihren unterschiedlichen Gaben an einen Tisch zu bringen und diese Gaben produktiv für die rheinische Kirche wirksam werden zu lassen.

## Schriften
- Chorarbeit in der Evangelischen Kirchengemeinde in Troisdorf, in: Odilo Klasen,  (2018). Einfach himmlisch! Symposium: Kirchenmusik in den Gemeinden. 21.-22. Juni 2018 Düsseldorf. Köln: Erzbistum Köln, Generalvikariat. S. 24–25, ISBN 978-3-931739-72-0.
- Der Ferienchor in der evangelischen Kirchengemeinde Troisdorf – ein Praxisbeispiel, in: Ulrich Cyganek, (2019). MUS!K macht's möglich. Werkbuch. Düsseldorf: Evangelische Kirche im Rheinland. Landeskirchenamt. S. 107.
- Kreatives Arbeiten im Alter – „Experimentalchor 'Alte Stimmen' Troisdorf“, in: Kai Koch (Hg.). 2019. Handbuch Seniorenchorleitung. Kassel: Bosse Verlag. S. 89–91, ISBN 978-3-7649-2867-4.
- Chorimprovisation „Liebesbrief-Collage“, in: Koch, Kai (Hg.). 2019. Handbuch Seniorenchorleitung. Kassel: Bosse Verlag. S. 92–95, ISBN 978-3-7649-2867-4.
- Rauscher, Brigitte (Hg.). 2022. RhEINklang – Chormusik für den Gottesdienst. München: Strube Verlag. VS4262.